# Bartków (Góra, Baja Silesia)
Bartków es una localidad del distrito de Góra, en el voivodato de Baja Silesia (Polonia). Se encuentra en el suroeste del país, dentro del término municipal de Wąsosz, a unos 7 km al sudeste de la localidad homónima y sede del gobierno municipal, a unos 23 al sudeste de Góra, la capital del distrito, y a unos 47 al noroeste de Breslavia, la capital del voivodato. Bartków perteneció a Alemania hasta 1945.
- Datos: Q4865342